# Los golfos
Los golfos (internacionalmente The Delinquents) es una película española de género dramático dirigida por Carlos Saura. Ópera prima del realizador oscense, de estilo cercano al neorrealismo italiano y al cine documental, está protagonizada en su mayor parte por actores no profesionales a excepción de Manolo Zarzo.
Su estreno mundial en una versión íntegra tuvo lugar en el Festival de Cannes en 1960 donde obtuvo nominación a la Palma de Oro a la mejor película aunque el galardón recayó en La dolce vita de Federico Fellini. En España no se exhibió en cines hasta incluso dos años después tras sufrir diversos recortes de metraje por parte de la censura de la época. El 24 de abril de 1962 Juan Julio Baena fue galardonado con el Premio Sant Jordi de Cinematografía a la mejor fotografía.

## Sinopsis
Julián, Ramón, Juan, el Chato, Paco y Manolo son seis jóvenes de la deprimida, suburbial y chabolista periferia madrileña que malviven con el producto de sus asaltos, hurtos y rapiñas. Solo uno de ellos, Juan, trabaja como cargador, eventualmente, en el mercado de frutas de Legazpi, y es a él a quien los demás tratan de ayudar, solidariamente, para hacer realidad su sueño de ser torero. Aunque consiguen reunir el dinero que les pide el intermediario, todo se tuerce. Paco y El Chato son identificados por un taxista víctima de un atraco mientras venden entradas para el debut de su amigo. Paco, en su huida, se esconde en una alcantarilla y, de madrugada, aparecerá muerto en un estercolero. Por la tarde, en la plaza de Vista Alegre, se celebra la corrida con un resultado desastroso: entre abucheos y silbidos, tras varios intentos fallidos, Juan consigue matar al toro.

## Reparto
| - Manuel Zarzo como Julián. - Luis Marín como Ramón. - Óscar Cruz como Juan. - Juanjo Losada como El Chato. - Ramón Rubio como Paco. - Rafael Vargas como Manolo. - María Mayer como Visi. - Antonio Giménez Escribano como Empresario. - Arturo Ors como Don Félix. - Teresa Gisbert como Ciega. - Lola García - Ángel Calero como Don Esteban. | - Miguel Merino como Toño. - Carmen Sánchez - Maruja Lázaro - Adelardo Díaz Caneja - Francisco Bernal como Tabernero. - Juan Antonio Elices como Ambrosio. - Ángel Celdrán - Mariano Rebanal - Faustino Ocaña - Ángel Marco - Milagros Guijarro como Madre que busca a su hijo. - Manuel Serrano |

## Localizaciones
La película se rodó íntegramente en la Comunidad de Madrid, en su mayor parte en la capital, con escenarios muy diversos, como el desaparecido arrabal de La Elipa (donde viven los protagonistas), el estadio Santiago Bernabéu, el Rastro, el Paseo de la Chopera, el antiguo mercado de Legazpi o la desaparecida plaza de toros de Vista Alegre.

## Recepción
La cinta obtiene valoraciones positivas en los portales de información cinematográfica. En FilmAffinity, computando 1819 votos de los usuarios del portal, obtiene una media ponderada de 6,5 sobre 10. En IMDb obtiene una puntuación media de 6,6 sobre 10 incluyendo 405 valoraciones.